# Nicola Undritz
Nicola Undritz, auch Undritz-Cope (* 24. November 1960), ist eine deutsche Filmeditorin.

## Leben
Nicola Undritz war zunächst in verschiedenen Berufen wie Schriftsetzerin und Lehrerin für Deutsch als Fremdsprache tätig. 1985/86 absolvierte sie ein Praktikum im Bereich Kopierwerk und Filmschnitt. Danach arbeitete sie als Schnittassistentin bei verschiedenen Kino- und Fernsehfilmen mit. Unter anderem war sie die Assistentin von Dagmar Hirtz, bei deren Regiearbeiten sie später mehrfach als Editorin agierte.
Seit 1996 arbeitet Undritz als freie Filmeditorin. Sie wurde zweimal für den auf der Berlinale verliehenen Femina-Filmpreis nominiert: 2006 für die Politsatire Bye Bye Berlusconi! und 2008 für den Spielfilm Die Dinge zwischen uns.
Von April 2012 bis April 2016 war Undritz Vorstandsmitglied des Bundesverbands Filmschnitt Editor e.V. Außerdem ist sie Mitglied der Deutschen Filmakademie. Sie lebt in Berlin.

## Filmografie (Auswahl)

### Schnitt
- 1995: Polizeiruf 110: Schwelbrand (Fernsehfilm)
- 1999: Abendland
- 2000: Küss mich, Frosch (Fernsehfilm)
- 2000: Tatort: Der Trippler (Fernsehreihe)
- 2001: Tatort: Verhängnisvolle Begierde
- 2002: Der Tod ist kein Beweis (Fernsehfilm)
- 2002: Paule und Julia
- 2004: Die Quittung (Fernsehfilm)
- 2004: Bella Block: Das Gegenteil von Liebe
- 2007: Ich wollte nicht töten (Fernsehfilm)
- 2006: Sie ist meine Mutter (Fernsehfilm)
- 2006: Bye Bye Berlusconi!
- 2008: Das Beste kommt erst (Fernsehfilm)
- 2008: Die Dinge zwischen uns
- 2009: Mein Mann, seine Geliebte und ich (Fernsehfilm)
- 2009: Am Gleimtunnel – Hier und drüben (Dokumentarfilm)
- 2010: Die Hebamme – Auf Leben und Tod (Fernsehfilm)
- 2011: Die Tote im Moorwald (Fernsehfilm)
- 2011: Blaubeerblau (Fernsehfilm)
- 2010: Sau Nummer vier. Ein Niederbayernkrimi (Fernsehfilm)
- 2012: In den besten Familien (Fernsehfilm)
- 2012: Herzversagen
- 2013: Seegrund. Ein Kluftingerkrimi (Fernsehfilm)
- 2013: Uferlos! (Fernsehfilm)
- 2013: Beste Bescherung (Fernsehfilm)
- 2014: Zu mir oder zu dir? (Fernsehfilm)
- 2015: Das Beste aller Leben (Fernsehfilm)
- 2016: Die Kinder meines Bruders (Fernsehfilm)
- 2016: Hilfe, wir sind offline! (Fernsehfilm)
- 2017: Ich will (k)ein Kind von Dir (Fernsehfilm)
- 2017: Letzte Spur Berlin (Fernsehserie, 3 Folgen)
- 2019: Und wer nimmt den Hund?
- 2019: Meine Nachbarn mit dem dicken Hund (Fernsehfilm)
- 2020: Polizeiruf 110: Heilig sollt ihr sein! (Fernsehreihe)
- 2021: Liebe ist unberechenbar (Fernsehfilm)
- 2021: Alice im Weihnachtsland (Fernsehfilm)
- 2023: Tatort: MagicMom
- 2023: Sterben ist auch keine Lösung
- 2024: Stralsund: Kaltes Blut

### Schnitt-Assistenz
- 1988: Himmelsheim
- 1989: Erdenschwer
- 1991: Pappa ante portas